# Címerkép
A címerképek (címeralak [szimbólum, embléma], pajzsbeli kép, alak, képlet) a mesteralakok mellett a címereken előforduló címerábrák másik nagy csoportját képezik.
Ide tartozik minden, a természetben és az ember környezetében, hiedelemvilágában előforduló, képileg megjeleníthető ábra. Míg a mesteralakok nagyrészt a címerpajzsra korlátozódnak, a címerképek a pajzson kívül megtalálhatók a sisakdíszeken is. Címerképek továbbá a sisaktakarók, a pajzstartók, a címersátrak, a trófeák, a jelmondatok szalagjai és más kiegészítő címerrészek is. A címerképek a pajzson kívül talán a legfontosabb alkotórészét képezik a címernek. Egyes szerkezeti szemléletű címertanokban – például az angolban – azonban a pajzson előforduló ábrák közül a mesteralakokat (ordinary) tekintik a fő alkotórésznek, melyek geometriájához a többi címerábra elrendezése igazodik.

## A címerképek jellege
Címerkép lehet mindenféle természetes vagy mesterséges objektum. A konzervatívabb szemlélet szerint nem megengedettek a modern technika gyártmányai, sem semmi olyasmi, ami egy középkori címerben anakronisztikus lenne. Ezért egy bizonyos időnek el kell telnie addig, amíg egy címerkép pajzsra emelhető. Más országok heraldikája merészebben nyúl ezen címerképekhez is. Megfelelő stilizálással ezek is ízlésesen és a heraldika szabályinak megfelelően ábrázolhatók a címereken. Idővel minden "klasszicizálódik" és az olyan modern ábrák, mint az atommodell is megtalálják az utat a heraldikába.
A mesteralakoktól eltérően a címerkép nem geometrikus, hanem képzőművészeti ábrázolás. Bartolo de Sassoferrato szerint a címerkép nem érintkezhet a pajzs szélével (ez a követelmény Közép-Európában és a magyar heraldikában nem mindig teljesül – más definíció szerint a címerképnek legalább három oldalával kell érintenie a pajzs szélét) és a mező minél nagyobb felületét kell kitöltenie (ez a címerviselő felismerhetőségét szolgálja nagy távolságból is) és a természetes jellegüknek megfelelően kell azokat ábrázolni (az oroszlánt például kitátott pofával és kinyújtott nyelvvel). Másrészt azonban a címerképeknek stilizáltnak kell lenniük, amely háttérbe szorítja természetes jellegüket és kiemeli a jellemző vonásaikat. Például a fa levelei és gyümölcsei, a sas karmai stb. szinte eltúlzottan nagyok, de heraldikailag ízlésesek. A mező és a címerábra színének ezenkívül kontrasztban kell állnia egymással, hogy biztosítsák a felismerhetőséget. Ezért kell fémre színt helyezni vagy fordítva. Ezek egyben a címerművészet fő szabályai is, melyeket Silvester Petra Sancta foglalt össze. (Ilyen szabály például, hogy természetes jellegük a lehető legjobban kitűnjön, a kis sasok csonkán ábrázolandók, a címerkép nem utalhat az azt viselő család nevére stb.) A címerképek általában jobbra fordulnak. Ellenkező esetben azt a címerleírásban külön meg kell említeni. Ezt Gatterer azzal magyarázta, hogy a pajzsot a lovag a bal kezében tartotta, ezért a címerkép feléje nézett.
A címerképeknek gyakran tulajdonítanak valamilyen, a címerviselőt jellemző tulajdonságot. Az élő heraldika korában azonban ilyen jelentéssel még nem rendelkeztek. Petra Sancta és Sassoferrato egyaránt elvetette a beszélő címereket. Később, például az újkori angol heraldikában, a címerviselő család nevére gyakran utaltak szójátékkal.
A címerképeknek (például a kétfejű sasnak) nem kell minden részletükben szimmetrikusnak lenniük. Az apró pontatlanságok jobban kifejezik a stilizált jellegüket. Az régi heraldikában mindig valamilyen élethű ábrázolásmódtól eltérő módon ábrázolták a címerképet. A valósághű ábrázolások kivételesek voltak, ez egyéni jellegzetességnek számított. A kutatók a Mohács előtti időszak realista ábrázolásmódját a nyugat-európai heraldikához képest a magyar heraldika egyik sajátos vonásának tartják.
Az élő heraldikában a címerképeket nem ábrázolták teljesen természetes módon. Idővel az adott heraldikai típusra vagy stílusra jellemző jegyeket vették fel (például a rózsa ötszirmú, a sas kiterjesztett szárnyú). Ezt külön nem szabályozták, hanem koronként és országonként az uralkodó művészeti stílus és jelleg formálta. A címerképet ábrázolhatják egészben vagy csonkán, illetve egyes részeit, különféle pózokban, más címerábrákkal díszítve stb.

## A címerképek rendszertana
38. "Az Isten pedig tested ád annak, a mint akarta, és pedig mindenféle magnak az ő saját testét."

39. "Nem minden test azon egy test, hanem más az embereknek teste, más a barmoknak teste, más a halaké, más a madaraké."

40. "És vannak mennyei testek és földi testek; de más a mennyeiek dicsősége, más a földieké."

Pál apostol első levele a Korinthusbeliekhez, 15. rész, 38-40. vers
Címerkép lehet mindenféle tárgy, ember, állat stb. Az angol heraldikában a címerképeket természetesekre, képzelt és képzeletbeli alakokra osztják. Cassaneus a címerképeket állatokra, fákra és virágokra osztotta (Catalogus gloriae mundi, 79. l.). Spener (Insignium theoria) a címerképek között megkülönböztetett A. természeteseket és B. mesterségeseket. A természetesek lehetnek: a) élők és b) élettelenek. Az élők: 1. emberek, 2. állatok, 3. növények. Az élettelenek: 1. égitestek, 2. földiek (tűz, víz és föld). A mesterségesek: a) szerszámok, b) ruházat, c) fegyverek, d) épületek, e) betűk, nevek. (Ezenkívül a mesteralakok közt megkülönböztetett első és másod osztályúakat.) Lényegében ezt a rendszert alkalmazta Schmeitzel is. (A címerképeket két nagy csoportra osztja: 1. természetesek, 2. mesterségesek. A természetesek alcsoportjai: élők [emberek, állatok, növények] és élettelenek [égitestek, földiek: tűz, víz, föld]. Az állatok alcsoportjai: repülők, járók, úszók és csúszó-mászók. A mesterségesek alcsoportjai: szerszámok, ruházat, fegyverek, épületek, betűk és nevek.) Ezen felosztások részben bibliai eredetűek lehetnek.
A címerhatározás klasszifikációs rendszere a címerképeket hat csoportba osztja: 1. emberek, 2. tárgyak, 3. állatok, 4. természeti tárgyak és jelenségek, 5. növények, 6. egyéb címerképek.
A kereszteket a nyugat-európai heraldika a mesteralakok közé sorolja, ha a végük érintkezik a pajzs szélével és címerképnek tekinti, ha lebegnek a pajzsban. A magyar heraldika általában mind a két típust mesteralaknak tekinti.

## A címerképek rendszerezési elvei
A címerképek rendszerezéséhez olyan rendszerre van szükség, mellyel lényegében a teljes reális univerzum leképezhető. Ezért sokféle szempontot kell egy rendszeren belül egyesítenünk, azaz speciális objektumelméletre van szükségünk. Az efféle sokrétű rendszerezési módszer ugyanazon objektumkészlettel kapcsolatban nem teljesen szokatlan. Ha a címerhatározás objektumkészletét szeretnénk definiálni, a pajzson (és sisakdíszen) előforduló objektumokat a funkció és rokonság, közelség (együttesen a funkcionális affinitás) alapján kell csoportosítani, majd rendszerezni.
A heraldikai objektumok akkomodációja a növényrendszertanban speciális esetben alkalmazott fenetikus affinitás elvei szerint lehetséges, mely az érzékeléssel felfogható rokonságon, hasonlóságon, illetve habituális, tehát származástani kategóriákon kívüli kapcsolatokon alapul. A taxonómiai értelmezés szerint ennek lényege, hogy A faj közelebb áll B-hez, mint C-hez. A heraldikai objektumok összetartozását (tehát csoportosíthatóságát) a funkcionális affinitás szerint lehet meghatározni. Ezen az alapon tekinthető koherensnek egy olyan rendszer is, mely többféle rendszerezési elvet ölel fel és eltérő rendszertani szinteket rendel egymáshoz. (Az állatok esetében ez a filetikai és fenológiai elv, a tárgyaknál a funkcionális, a növényeknél a fenológiai. Az emberek, valamint a természeti tárgyak és jelenségek csoportja nem annyira szerteágazó, hogy itt feltétlenül szükség lenne alcsoportokra. Ezért – főleg ami az utóbbit illeti – ezen csoportok heraldikai szinten in toto képezik a klasszifikációs rendszer elemét.)
Ezen sokrétűség azonos kategóriákon belül a biológiában sem ismeretlen. A lepkéket például filetikai (származástani) alapon rendszerezik, de a hernyókat csak mesterséges rendszerek keretén belül, fenológiailag lehet osztályozni. Ezenkívül például a heraldikai sas nem konkrét faj, hanem a sasok általános, stilizált képviselője. Az állatok filetikai rendszerén belül tehát újra a fenetikai és más efféle szempontok érvényesülnek.
Minden olyan rendszer tudományosnak tekinthető tehát, mely engedelmeskedik bizonyos szabályoknak, tehát megismételhető. Ez még akkor is igaz, ha például a paleontológiában nem tudjuk, hogy egy lábnyomhoz milyen fajnév tartozik. Amikor Kr. e. a 4. század végén az arisztotelészi iskolához tartozó Theofrasztosz megalkotta a növények első mesterséges rendszerét (fák, cserjék, lágyszárúak), nem tudhatta, hogy ez lesz az alapja Alexander von Humboldt ún. alapformáinak és a Raunkiaer-féle életforma-kategóriáknak, melyek nélkül nem jellemezhetők az olyan nagyobb növényzeti rendszerek, mint a növénytakaró, az ökológiai spektrum, a fiziognómia, a formációk, kompozíciók stb. Ha a címerek chorológiai szempontjait vizsgáljuk, egyfajta heraldikai társulást szemlélünk, s akkor ezen rendszertani elvek sem nélkülözhetők.
A mesterséges állatrendszerek közül az egyik megközelítésben ilyen életforma-típusokat állítottak fel a testalkat és a helyváltoztatás típusa szerint (csúszó, úszó, mászó, ugró, repülő), mely nagyon hasonlít a Spenernél megtalálható heraldikai rendszerhez. Cassaneus a címerképeket állatokra, fákra és virágokra osztotta.
A heraldikában a címerképek egységesítő elve tehát a funkcionális affinitás, de ehelyett bármilyen más átfogó elv is alkalmazható, mely koherens klasszifikációs rendszerként igazolja tudományos voltát. A funkcionális affinitás azonban csak egy keret, mellyel együtt a megfelelő rendszerezési eljárásokat kell alkalmazni, mely igen-nem ítéletpárokkal dolgozik és legfontosabb alkalmazási területe a címerhatározás.

### Emberek
Az ember csoportba tartozik az ember és testrészei (fej, láb, kéz, páncélos kar, szív, vér, Isten szeme stb. – de ezek a további határozói kulcsban az emberen belül a csonka csoportot alkotják, az egész alakos emberek a teljes csoportot), az egyházi méltóságok (pap, püspök, szentek stb.), az állatokkal együtt szereplő emberek (lovas, vadász), a képzeletbeli lények, ha ember formájú az ábrázolásuk (vadember, szfinx, szirén, kentaur), miközben az az általános elv érvényesül, hogy a lény rendszertani besorolását a fej határozza meg. Például a kentaur is ezért került az ember csoportba.
A magyar címereken gyakran szerepel a páncélos kar és a láb. Ezek lehetnek levágottak, ha a vágóvonal egyenes és letépettek, ha a vágóvonal cafatos. A címerkép lehet növekvő, ha csak 1/3-a látható, előtűnő, ha félig és előtörő, ha a kétharmada látszik. Ha csak a körvonalai figyelhetők meg, árnyéknak nevezzük.

### Tárgyak
A leginkább szétágazó csoportot talán a tárgyak képezik. Ezek külön alcsoportokra oszthatók: 1. fegyverek (pajzs, sisak, páncél, kard, gránát, ágyú, ágyúgolyó), 2. közlekedési eszközök és részeik (kocsi, kocsikerék), 3. munkaeszközök és műszerek (fejsze, fogók, szegek, malomkő, ásó, mérleg, kötél), 4. az öltözet és részei (kalap, szemüveg, cipő, szalag, bojt, ékszerek), 5. épületek és építmények és részeik (vár, bástya, erőd, templom, gyár, kerítés, oszlop, ajtó, sorompó, ablak, kulcs, oltár, létra, lépcső, csengő, sátor, harang, sorompó, kút, szökőkút), 6. berendezési tárgyak (szék, asztal, tükör, párna), 7. hatalmi és méltóságjelvények (korona, pásztorbot, mitra, jogar, zászló, koszorú), 8. hangszerek (dob, trombita, hárfa), 9. edények és tárolóeszközök (kehely, doboz, tarisznya, dézsa, láda, koporsó), 10. használati tárgyak (fésű, borotva), 11. egyéni és csoportjelképek (betűk, mesterjegyek, jelvények, jelképek), 12. ételek és nyersanyagaik (perec, cukorsüveg, méz, liszt, kenyér), 13. a műveltség eszközei (könyv, pergamen, írótoll), 14. állatokhoz kapcsolódó tárgyak (patkó, nyereg, kantár, ostor, kengyel, sarkantyú, állatbőr, zabla, méhkas), 15. egyéb tárgyak (felismerhetetlen tárgyak, rendszerezhetetlen tárgyak).

### Állatok
Az állatok csoportja szintén több alcsoportra oszlik (ragadozók, madarak, patások, rágcsálók, egyéb emlősök, hüllők és kétéltűek, halak, gerinctelenek, egysejtűek, képzeletbeli állatok, egyéb állatok). Az állatok nagyobb csoportjait a címerállatok fenológiai jegyei szerint alakítjuk ki. A sor végén a képzeletbeli állatok vannak.
Az állatokra is érvényes, hogy azon lények besorolásánál, melyeknek nincs külön neve és két eltérő állat testrészeiből állnak (például medvefejű és oroszlántestű lény), a fej (és annak máza) a releváns, az állatot a fej szerint soroljuk be a rendszerbe (a medvék közé).
A heraldikában rendkívül gyakori az oroszlán, a bagoly és a sas, melyek gyakran további megkülönböztető jegyekkel is rendelkeznek mint például lépő, ülő, ugró, ágaskodó, visszanéző stb. oroszlán és más négylábú állatok. Az állatok eltérően színezett csőrét, karmait, patáját, agyarait, fogait, esetleg uszonyait, sörényét, farokvégét stb. a címerleírásban fegyverzetnek nevezzük. Így például beszélhetünk arannyal fegyverzett vörös oroszlánról.

### Természeti tárgyak és jelenségek
A természeti tárgyak és jelenségek csoportját viszonylag kevés címerkép teszi ki. Főképp a természetes ábrázolásmódnál fordulnak elő: természetes halom, hegycsúcs, domb, szikla, barlang, folyó, patak, tenger, felhők, szivárvány, villám, eső, zivatar, szél, Nap, Hold, csillagok, atommodell stb.

### Növények
A növények csoportja viszonylag jól behatárolható. Felosztásuk: 1. virágok (heraldikai és természetes liliom, heraldikai és természetes rózsa, tulipán), 2. mezőgazdasági növények (búzakalász, kéve, szőlőfürt), 3. fák és cserjék (csonkolt faág, tönk, ), 3. termések és levelek (falevél, makk, fenyőtoboz, alma), 4. indák és vízinövények (tengeri hínár), 5. növényzeti takaró (rét, erdő), 6. egyéb növények (páfrány; gombák – bár ezek filetikailag nem növények).

### Egyéb címerképek
Az egyéb címerképek közé azokat az objektumokat soroljuk, amelyek meghatározhatatlanok ugyan, mert a címerábrázolás, a pecsétlenyomat stb. sérült, kopott, de a címerképekhez való tartozásuk mégis felismerhető. Ide tartoznak azon címerképek is, melyek a fenti csoportokba nem sorolhatók be, például az Atommodell (heraldika), amely igen ritka és újkeletű.

## Emberek
Ennél a kategóriánál néhány alcsoport bevezetése is elégséges.

### Testrészek

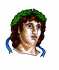
emberfej
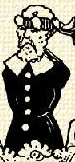
törzs
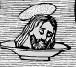
fej
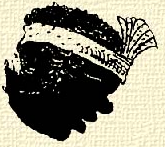
szerecsenfej
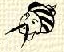
(török) fej
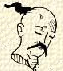
török fej
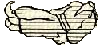
hulla
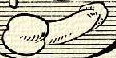
hímvessző
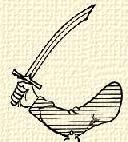
kar (levágott)
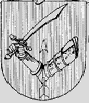
kar (páncélos)
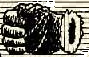
ököl
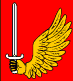
szárnyas kéz
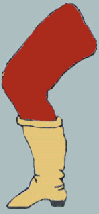
láb
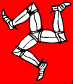
háromláb
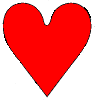
szív

### Emberek rang és foglalkozás szerint

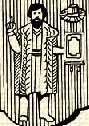
ember
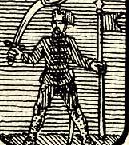
vitéz (teljes)
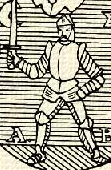
lovag
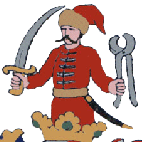
vitéz
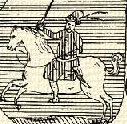
lovas
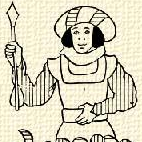
apród
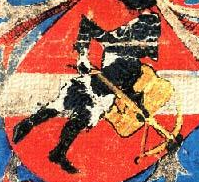
zsoldos
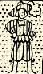
katona
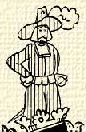
katona (növekvő)
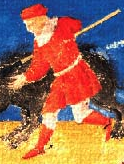
vadász
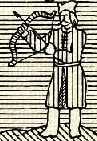
vadász
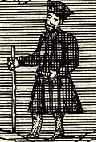
vándor
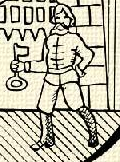
toronyőr
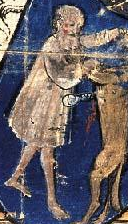
aggastyán
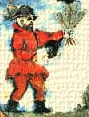
paraszt
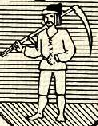
paraszt
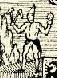
bányász
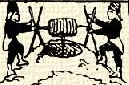
bányászok
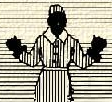
szerecsen
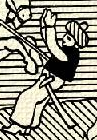
török

### Nők

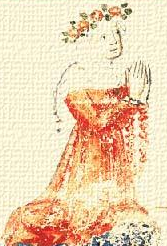
nő
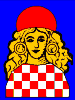
királynő (pártával)
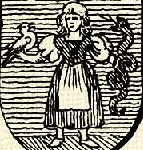
lány
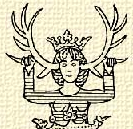
agancsfülű lány

### Egyházi személyek és szentek

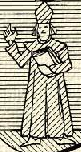
püspök
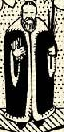
szerzetes
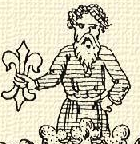
remete

### Képzeletbeli lények
Azon képzeletbeli lényeket soroljuk az emberek közé, melyek feje (esetleg más testrésze) emberi, a testük pedig valamilyen állaté. Ide soroljuk a többféle emberből összeállított heraldikai címerképeket is. Az állatfejű képzeletbeli lények az 'állat' csoportban találhatók.

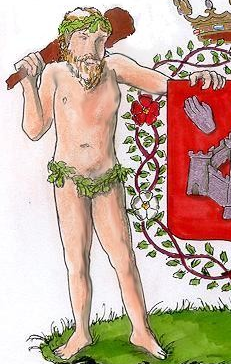
vadember
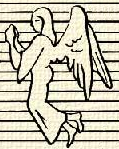
angyal
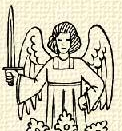
angyal
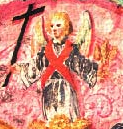
angyal
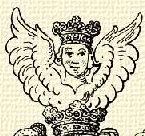
angyalfej
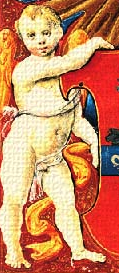
puttó
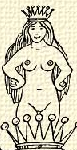
szűz
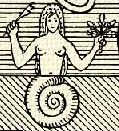
szirén
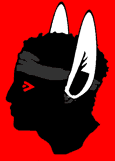
Midász
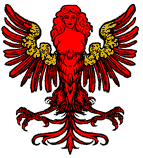
hárpia
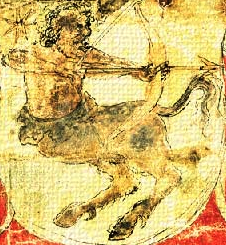
Sagitarius
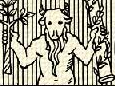
szatír
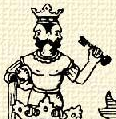
Janus
Jusztícia
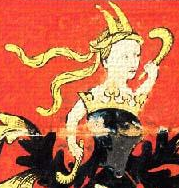
mennybeli asszony
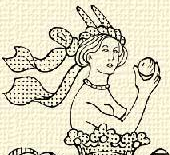
mennybeli asszony
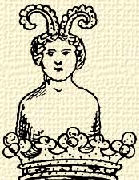
mennybeli asszony

### Egyéb emberek
Ide tartozik minden olyan ember, mely nem határozható meg pontosabban vagy nem sorolható be a fenti kategóriákba.

## Tárgyak
A tárgyak csoportja rendkívül szerteágazó, de néhány kategória által felölelhető. Az egyes alcsoportok a magyar heraldikában leggyakrabban előforduló tárgyak szerint követik egymást.
Lásd még:Ablak (heraldika)

### Fegyverek

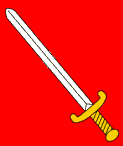
kard
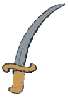
szablya
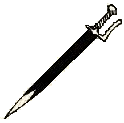
tőr
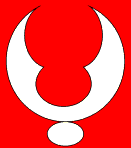
kardhüvely-vég
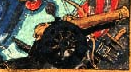
ágyú
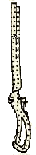
puska
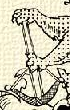
számszeríj
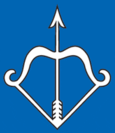
íj
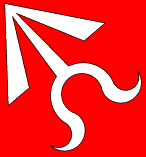
nyíl (stilizált)
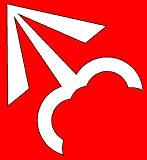
szarvvégű dárdahegy
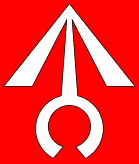
dárdahegy (törött gyűrűvégű)
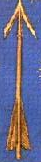
nyílvessző
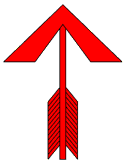
nyílvessző
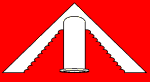
dárdahegy
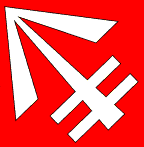
dárdahegy (kettőskereszt-végű)
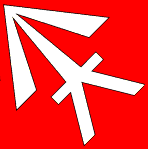
villásvégű dárdahegy
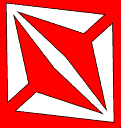
kettős dárdahegy
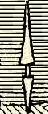
dárda
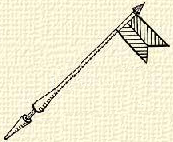
dárda (zászlóval)
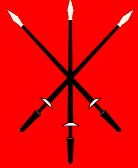
lándzsák
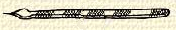
gerely
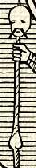
karó
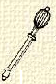
buzogány
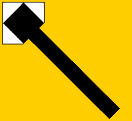
buzogány
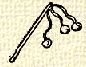
ostor (kancsuka)
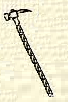
csákány
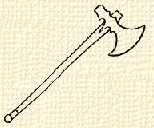
fokos
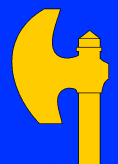
bárd
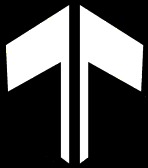
stilizált bárdok
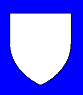
pajzs
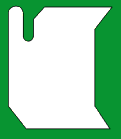
tárcsapajzs
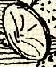
ovális pajzs
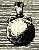
gránát

### Közlekedési eszközök és részeik

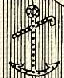
horgony
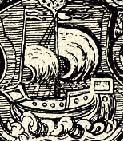
vitorlás
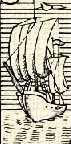
vitorlás
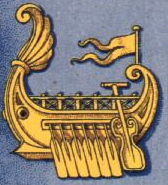
gálya
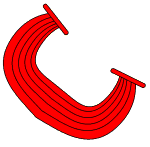
bárka
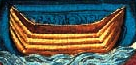
csónak
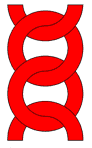
lánc
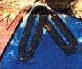
(két) láncszem
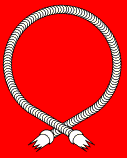
kötél
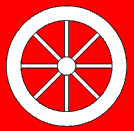
kerék
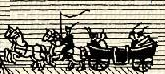
hintó

### Munkaeszközök és műszerek

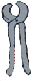
fogó
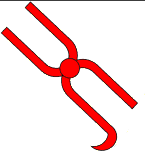
kovács-fogó
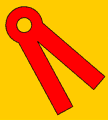
olló
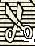
olló
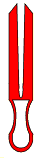
csipesz
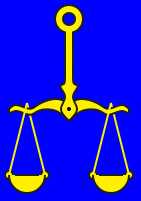
mérleg
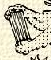
homokóra
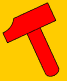
kalapács
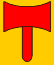
kalapács
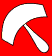
fakalapács
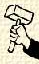
bányászkalapács
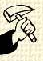
bányászék
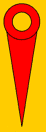
szög (lyukas)
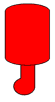
(ruhamosó) sulyok
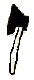
fejsze
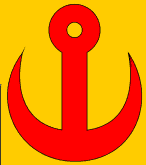
cipészkés
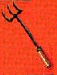
villa
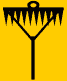
gereblye
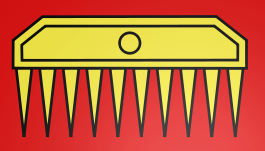
gereblyefej
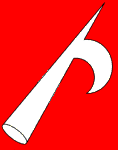
csáklyafej
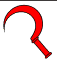
sarló
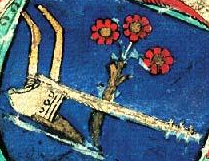
eke
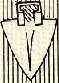
ekevas
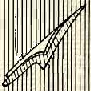
csoroszlya
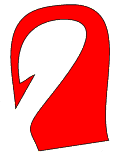
horog
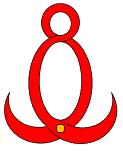
kettős horog
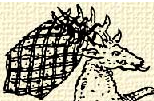
(vadász) háló

### Az öltözet és részei
A fejtől a talpig követik egymást.

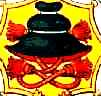
kalap
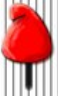
frígiai süveg
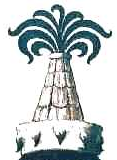
pogány süveg
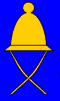
zsidó süveg
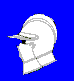
sisak
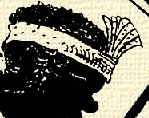
hajkötő
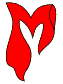
ingujj
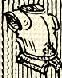
mellvért
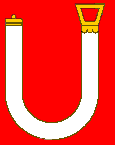
öv
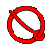
csat
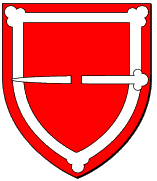
csat (stilizált)
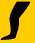
térdcsizma

### Épületek, építmények és részeik

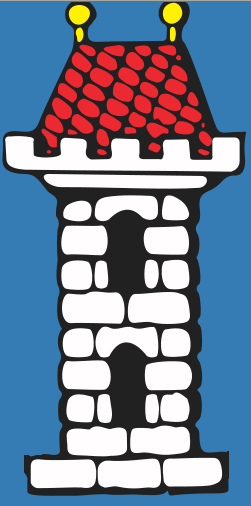
torony
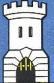
bástya
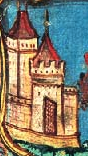
kastély
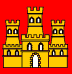
vár
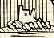
várrom
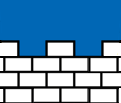
fal
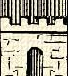
várfal
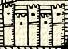
városfal
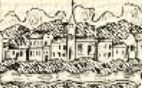
város
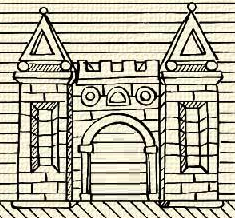
városkapu
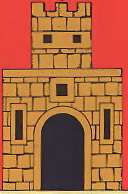
városkapu
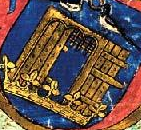
kapu
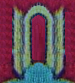
kapu
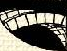
híd
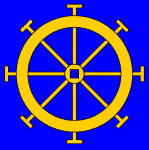
malomkerék
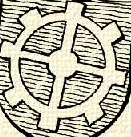
malomkerék
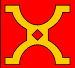
malomkerék-agy
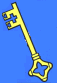
kulcs
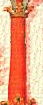
oszlop
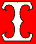
oszlop (pillér)
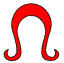
eresz
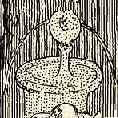
szökőkút
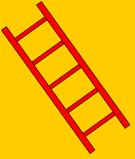
létra
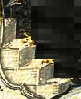
lépcső
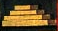
talapzat
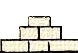
talapzat
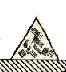
piramis (gúla)
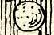
golyó
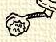
kő
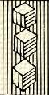
kockák
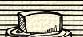
tégla
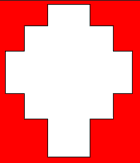
falazat

### Berendezési tárgyak

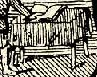
asztal
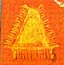
terítő

### Hatalmi és méltóságjelvények

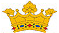
korona
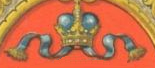
császári korona
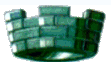
falkorona
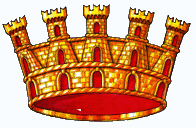
falkorona
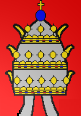
tiara
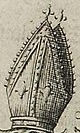
mitra
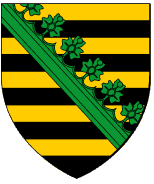
korona-abroncs
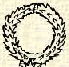
koszorú
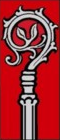
pásztorbot
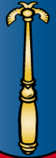
jogar
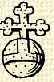
országalma
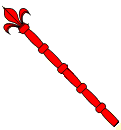
liliomvégű bot
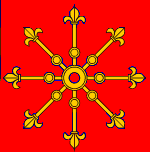
Kleve-kerék
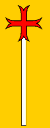
keresztvégű bot
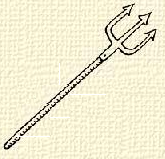
Neptun-villa
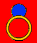
gyűrű
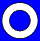
gyűrű
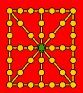
Navarra-lánc
Navarra-lánc
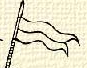
zászló
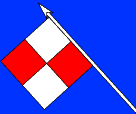
zászló
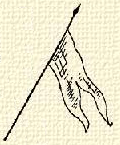
zászló
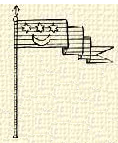
zászló
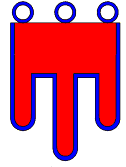
zászló (egyházi, bírói)
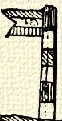
határzászló
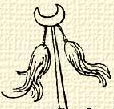
lófarkas zászló
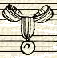
kitüntetés
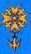
rendjel

### Hangszerek

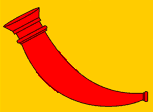
trombita
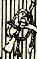
trombita
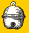
csengettyű
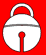
csörgő
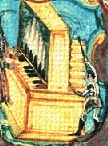
orgona
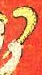
dobverő

### Edények és tárolóeszközök

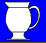
köcsög
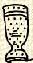
kehely
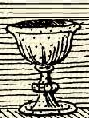
serleg
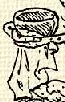
tál
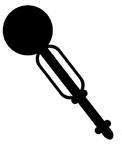
palacsintasütő
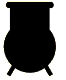
üst
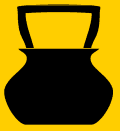
bogrács
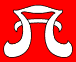
vizestömlő
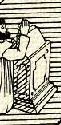
persely
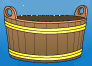
dézsa

### Használati tárgyak

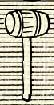
kloffoló
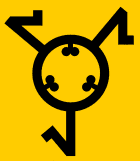
edényláb
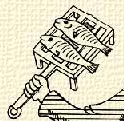
rost
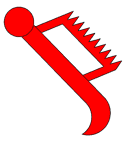
edényszakasztó
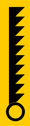
edényszakasztó
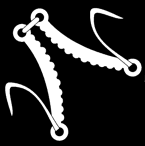
(két) préselő
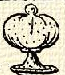
sótartó
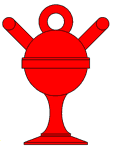
párologtató
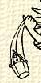
füstölő
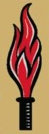
fáklya
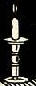
gyertyatartó
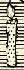
gyertya
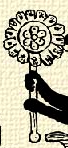
(pávatoll-) legyező

### Egyéni és csoportjelképek

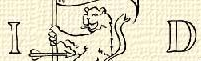
betűk
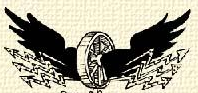
vasutas-jelvény

### Ételek és nyersanyagaik
- cukorsüveg

### A műveltség eszközei

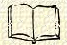
könyv
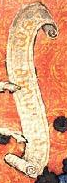
pergamen
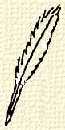
írótoll
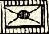
boríték

### Állatokhoz kapcsolódó tárgyak

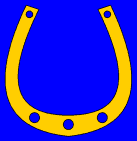
patkó
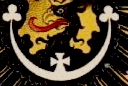
pánt
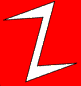
(ló) ércsapoló kampó
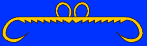
pipa (lovak megfékezésére)
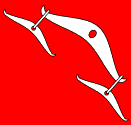
járom
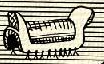
nyereg
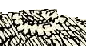
fészek
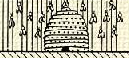
kaptár

### Egyéb tárgyak

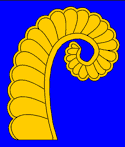
szaru
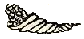
bőségszaru

## Állatok
Az állatok nagyobb csoportjait a címerállatok gyakorisága szerint rendszerezzük, majd fenológiai alapon (hasonlóságuk és összetartozásuk szerint), de tekintettel voltunk a nagyobb filetikai (származástani) összefüggésekre is. A sor végén a képzeletbeli állatok vannak, melyek besorolásánál a fej a meghatározó. (Az emberfejű, állattestű képzeletbeli lények az állat csoportban találhatók.) Ide tartoznak azon állatok is, melyek több állat testrészeiből tevődnek össze (pl. halfarkú kutya).

### Ragadozók
A ragadozókat heraldikai gyakoriságuk szerint, majd filetikai alapon csoportosítjuk.

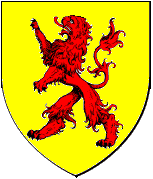
oroszlán
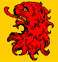
oroszlánfej
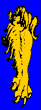
oroszlánláb
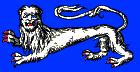
leopárd
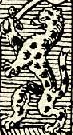
leopárd (természetes, álló)
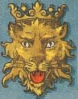
leopárdfej
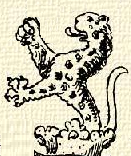
leopárd (természetes, növekvő)
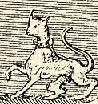
hiúz
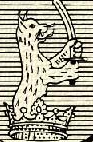
hiúz (növekvő)
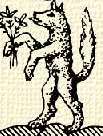
farkas
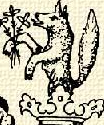
farkas (növekvő)
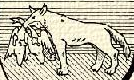
róka
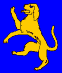
kutya
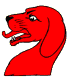
kutyafej
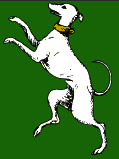
agár
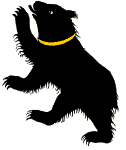
medve
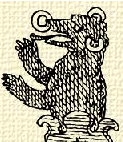
medve
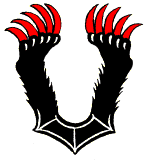
medvelábak
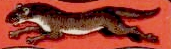
menyét

### Madarak

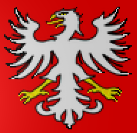
sas
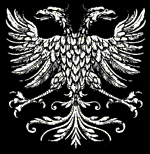
kétfejű sas
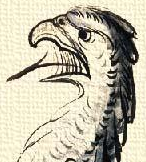
sasfej
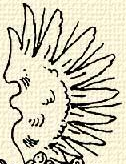
sasszárny
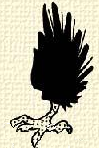
szárnyas karom
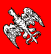
alerion
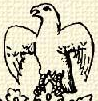
sólyom
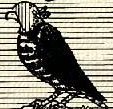
sólyom
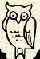
bagoly
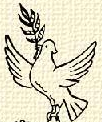
galamb
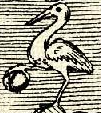
daru
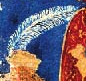
darutoll
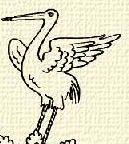
gólya
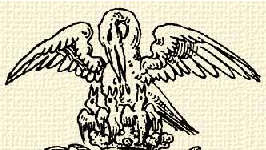
pelikán
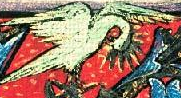
pelikán
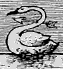
hattyú
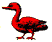
kacsa
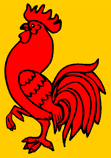
kakas
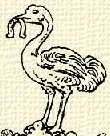
strucc
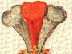
strucctoll
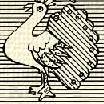
páva
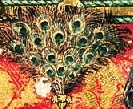
pávatoll-bokréta
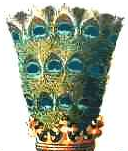
pávatoll-köteg
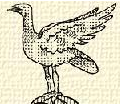
túzok
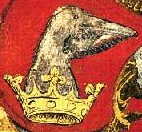
nyaktekercs-fej
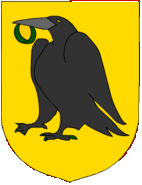
holló
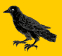
csóka
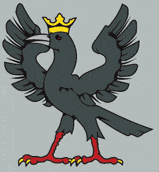
varjú
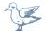
rigó (természetes)
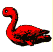
rigó
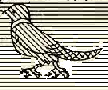
kanári
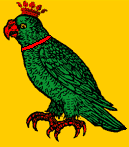
papagáj

### Patások
Ide tartoznak a páros- és páratlanujjú patások.

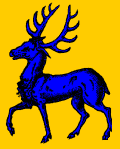
szarvas
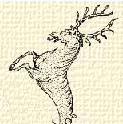
szarvas (növekvő)
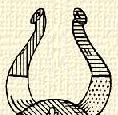
szarv (elefántormány)
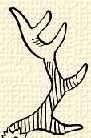
szarvasagancs
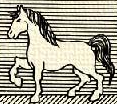
ló (járó)
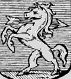
ló (álló)
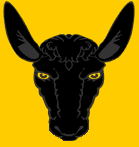
szamárfej
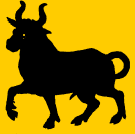
bivaly
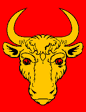
bivalyfej
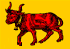
tehén
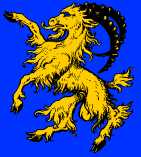
bak
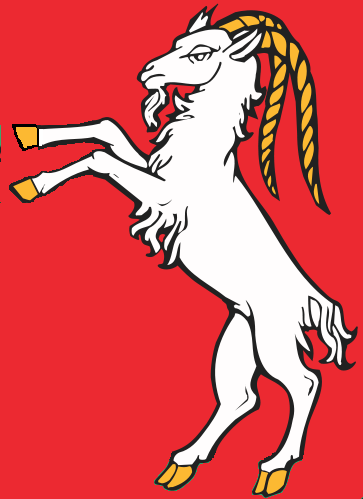
kecske
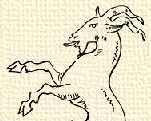
kecske (növekvő)
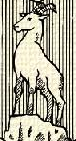
zerge
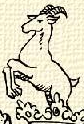
zerge (növekvő)
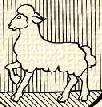
bárány
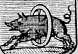
vadkan
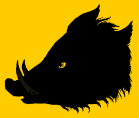
vadkanfej

### Rágcsálók és rovarevők

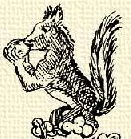
mókus

### Egyéb emlősök
Ide tartozik minden olyan emlős, mely ritkán szerepel a címerekben és nem sorolható be az előbbi csoportokba, mint a majom és a félmajmok, a denevér, az elefánt, a lamantin stb.

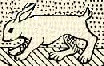
nyúl
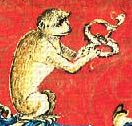
majom
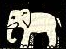
elefánt

### Hüllők és kétéltűek
Ide tartozik mindenféle hüllő (kígyó, gyík, teknős, krokodil) és kétéltű (béka, szalamandra, gőte), valamint a ritkán előforduló kihalt (azaz nem képzeletbeli) hüllők (dinoszauruszok).

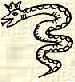
kígyó

### Halak
A középkori heraldika a halak közé sorolta az olyan emlősöket is, mint a delfin (a halak királya), a cet, valamint a kígyó, és a vallásos szemlélet egyes más vízi állatokat is halnak tekintett, mint a teknős és a rák, melyeket böjti időben is lehetett fogyasztani. Ezeket azonban mi a hüllők, illetve a gerinctelenek közé soroljuk. Újabban, főleg az angol heraldikában az akvarisztikában divatos tengeri halak is megjelentek, mint a papagájhal.

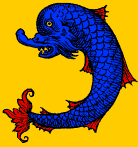
delfin
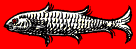
hal
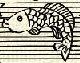
aranyhal
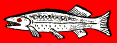
csuka
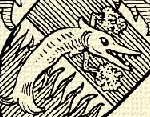
csuka
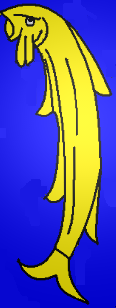
lazac
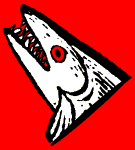
lazacfej
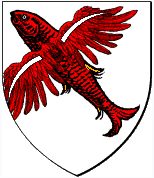
repülőhal
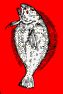
lepényhal

### Gerinctelenek
Ide tartozik minden alacsonyabb rendű gerinctelen állat, mint a polip, a pióca, a rovarok és más ízeltlábúak (skorpiók, pókok), a rák, kagyló, csiga, szivacs, tengeri csillag, korall stb.

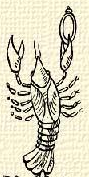
rák
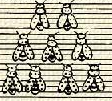
méhek
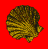
kagyló

### Egysejtűek
Ide tartoznak a modern heraldika egysejtű címerállatai, mint az amőba, a baktériumok és a vírusok.

### Képzeletbeli állatok

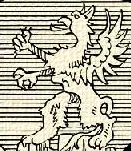
griff
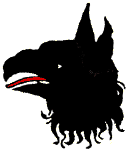
griff-fej
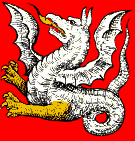
sárkány
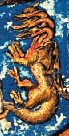
sárkány (3 fejű)
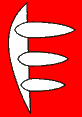
sárkányfogak
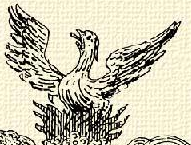
főnix
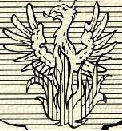
főnix
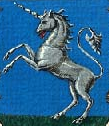
egyszarvú
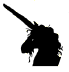
egyszarvúfej
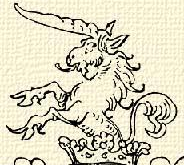
egyszarvú (növekvő)
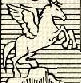
pegazus
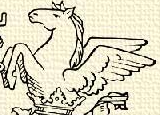
pegazus (növekvő)
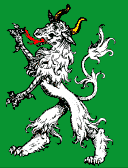
párduc
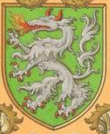
párduc
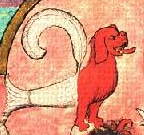
halfarkú kutya
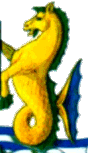
tengeri ló
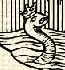
tengeri kígyó

### Egyéb állatok

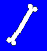
csont

## Természeti tárgyak és jelenségek
Ezen címerképeket a gyakoriságuk szerint rendszerezzük.

csillag (ötágú)
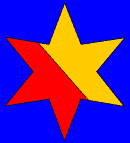
csillag (hatágú)
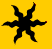
sugaras ágú csillag
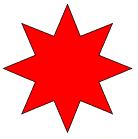
csillag (nyolcágú)
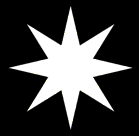
csillag (nyolcágú)
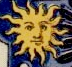
nap
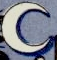
hold
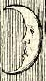
hold
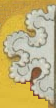
felhő
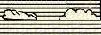
felhők
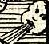
szél
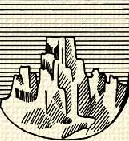
szikla
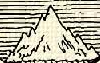
hegy
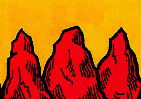
hegy (hármas)
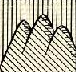
halom (hármas)
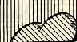
halom (kettős)
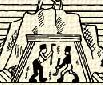
bánya
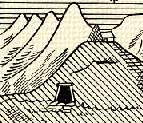
bánya
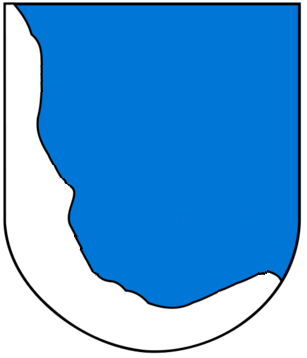
hegyoldal
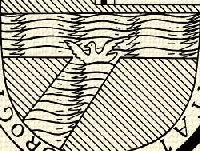
folyó
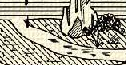
folyó
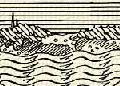
tenger
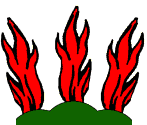
láng
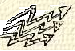
villám

## Növények
A növényeket először a gyakoriságuk (rózsa, liliom), majd a fenológiai szempontok szerint csoportosítjuk. A sor végén a nagy növényzeti társulások állnak, mint a rét, az erdő stb. Fenológiai alapon a növények közé soroljuk a gombákat is, noha ezek filetikailag önálló csoportot alkotnak.

### Virágok

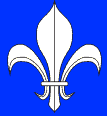
liliom (heraldikai)
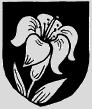
liliom (természetes)
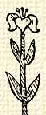
liliom (természetes)
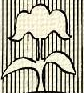
liliom (természetes)
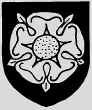
rózsa (heraldikai)
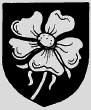
rózsa (természetes)
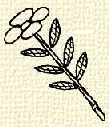
margaréta
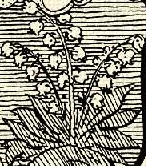
gyöngyvirág
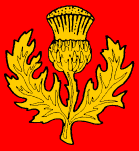
bogáncs

### Mezőgazdasági növények

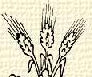
búzakalász
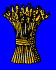
kéve
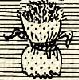
kéve
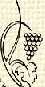
szőlőfürt
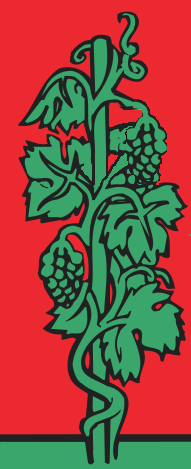
szőlőtőke
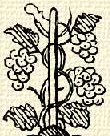
szőlőtőke
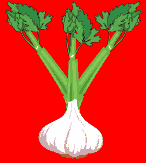
fokhagyma

### Fák és cserjék

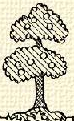
fa
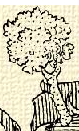
babérfa
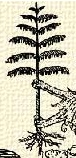
fenyőfa
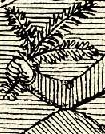
fenyőág
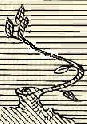
fatönk
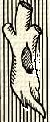
fatörzs
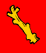
ágcsonk
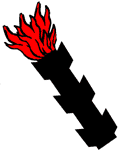
lángoló ágcsonk
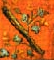
gally
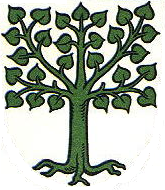
hársfa
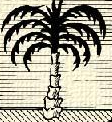
pálmafa
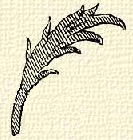
pálmaág
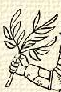
olivaág
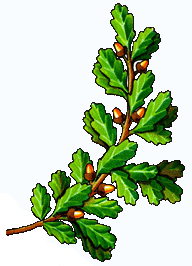
tölgyág
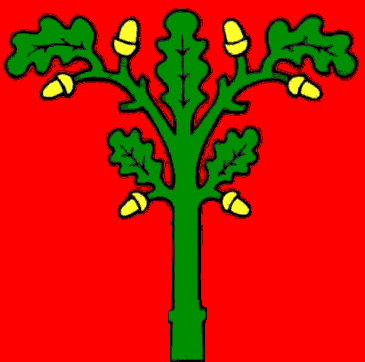
tölgyág

### Termések és levelek

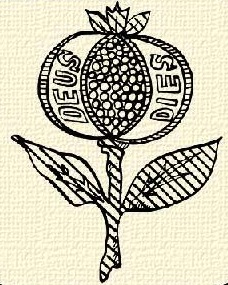
gránátalma
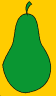
körte
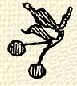
meggy
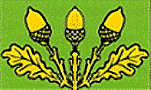
makk
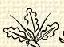
tölgylevél
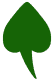
hárslevél
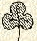
lóhere (3 levelű)
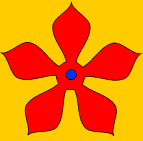
ötöslevél
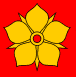
négyeslevél
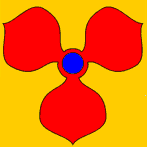
hármaslevél
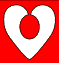
tavirózsa-levél
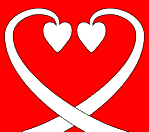
száras tavirózsa
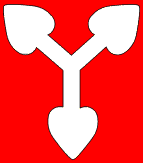
hármas hárslevél
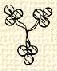
hármas lóherelevél
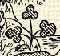
hármas lóhereág
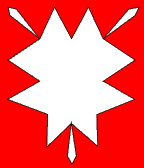
csalánlevél
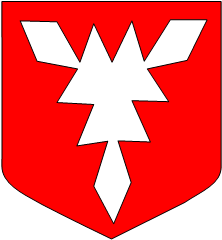
csalánlevél
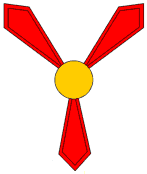
csalánlevelek(bizáncival)
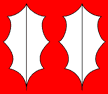
magyallevelek

### Indák és vízinövények

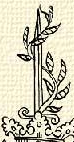
inda
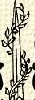
borostyán
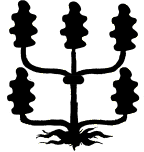
tölgy-inda
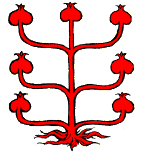
mák-inda
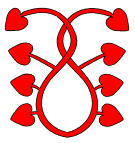
hárs-inda
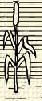
káka
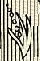
sás

### Növényzeti takaró

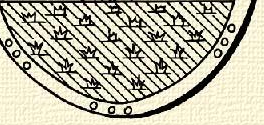
rét
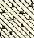
rét

### Egyéb növények
Ide tartoznak a gombák, páfrányok stb. és a meghatározhatatlan növények.

## Egyéb címerképek
Ide tartoznak azon címerképek, melyek nehezen rendszerezhetők, de az alakjuk egyértelműen a címerképek és nem a mesteralakok közé sorolja őket.

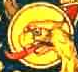
dicsfény
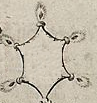
ernyődeszka
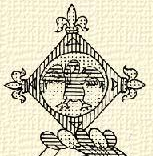
ernyődeszka
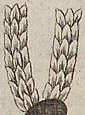
tollnyalábok
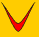
sarok
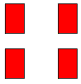
darabok
darabokkal bevetett
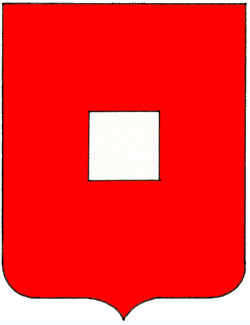
négyzet